# Пшартски хребет
Пшартският хребет (на руски: Пшартский хребет) е планински хребет в източната част на Памир, разположен на територията на Таджикистан (Горнобадахшанска автономна област). Простира се от запад на изток, на протежение около 60 km и ширина до 15 km между река Мургаб (средното течение на река Бартанг, десен приток на Пяндж) на юг и десните и притоци Западен и Източен Пшарт на север. Чрез прохода Акташ се сварзва на север с хребета Музкол. Максимална височина връх Кръгъл 5347 m, (38°13′34″ с. ш. 73°23′07″ и. д. / 38.226111° с. ш. 73.385278° и. д.), издигащ се в западната му част. Преобладават каменистите високопланински ландшафти- По северния склон на гребена му има малки ледници.

## Топографска карта
- J-43-А М 1:500000[2]